# کاظم سعادتی
کاظم سعادتی (۱۳۱۹ در تبریز – ۱۳۵۰ در تبریز) فعال اجتماعی و سیاسی و از اعضای هسته اولیه سازمان چریک‌های فدایی خلق ایران بود. کاظم سعادتی برای رهایی از شکنجه، خودکشی کرد.

## زندگی
کاظم سعادتی به سالِ ۱۳۱۹ در تبریز متولّد شد. پدرش از روستای هرزند از توابع مرند بود که موقعی که کاظم چند سال بیشتر نداشت به عنوان کارگر راه‌آهن به اهواز رفت. بعد از حدود دو سال پدر با حفظ شغل خود به تبریز منتقل شد. کاظم به خاطر فقر خانواده از دبیرستان به دانشسرای تربیت معلم رفت. در دانشسرا او با صمد بهرنگی و بهروز دهقانی دوست شد. آن‌ها بعد از اتمام تحصیل در روستاهای ممقان به تعلیم و تربیت کودکان روستائی پرداختند.
سعادتی در کار انتشار نشریه آدینه مهد آزادی در تبریز با صمد بهرنگی و بهروز دهقانی همکاری کرد. این نشریه، که به رغم تمام توقیف‌ها و توقف‌ها، به مدت یک سال از اول مهر ۱۳۴۴ تا ۱۸ شهریور ۱۳۴۵ در ۱۷ شماره انتشار یافت صفحاتی را برای درج فلکلورهای آذربایجان اختصاص می‌داد.
در سال ۱۳۴۵ کاظم سعادتی با روح‌انگیز دهقانی خواهر بهروز ازدواج کرد که حاصل آن ازدواج ۲ پسر به نام‌های یاشار و رضا است. در سال تحصیلی ۱۳۴۵ کاظم در دانشگاه تهران بود. در سال ۱۳۴۶ کاظم ضمن تدریس در دانشگاه تبریز در دانشکده ادبیات در رشته جغرافیا هم درس می‌خواند. حضور کاظم در دانشگاه، صمد و بهروز را نیز در انجام بعضی از کارهای مبارزاتی در دانشگاه از قبیل برپائی بعضی جلسات عمومی فرهنگی (جلال آل احمد و غلامحسین ساعدی نیز در همین مقطع برای سخنرانی به دانشگاه تبریز دعوت شدند) و نوشتن مطلب در نشریه دانشجوئی تبریز درگیر کرد. در شماره دو این نشریه، کاظم نوشته‌ای تحت عنوان نقدی بر اولدوز و کلاغ‌ها دارد که اولین نقدی است که بر آن کتاب نوشته شده است. نقدی در مورد فیلم لایم لایت چارلی چاپلین یکی دیگر از نوشته‌های شناخته شده کاظم سعادتی در این دوره است. بهروز دهقانی در هر دو شماره نشریه دانشجوئی تبریز ترجمه شعر و داستان هائی از لنگستون هیوز و مطلب کوتاهی در مورد خود هیوز دارد. با توجه به این که کاظم در دانشگاه تهران با بسیاری از دانشجویان مبارز آن دانشگاه دوست شده و
آنها را می‌شناخت، به احتمال قوی ارتباط صمد بهرنگی با امیرپرویز پویان -که او نیز در زمانی که کاظم در تهران درس می‌خواند دانشجوی رشته جامعه‌شناسی در دانشگاه تهران بود- از طریق کاظم سعادتی به وجود آمده بود.
مرگ صمد بهرنگی در قره داغ برای سعادتی سخت تکان دهنده بود. در این مورد اسد بهرنگی در کتاب برادرم صمد بهرنگی توضیح داده است. از نیمه دوم سال ۱۳۴۷ که تشکل چریک‌های فدائی خلق در تبریز شکل می‌گرفت، کاظم به نوبه خود در جمع‌آوری دوستان و آشنایان خود نقش ایفاء نمود. سال ۱۳۴۹، به دنبال اطلاعاتی که ساواک به دست آورده بود، به هویت بعضی از انقلابیون از جمله کاظم سعادتی پی برد و او را دستگیر کرد. مأموران ساواک برای این که بتوانند افراد مرتبط با چریک‌های فدائی خلق را از طریق کنترل کاظم دستگیر کنند او را موقتاً آزاد کردند. او برای جلوگیری از هر گونه گیر افتادن دیگران در این رابطه، شبانه با بریدن رگ‌های دستش در خانه خود به زندگی خویش پایان داد. سازمان چریک‌های فدایی خلق ایران (اکثریت) مرگ را «زیر شکنجه» اعلام کرده‌اند. آرامگاه کاظم سعادتی در گورستان وادی رحمت تبریز، بلوک ۲۶ ردیف ۱۸ شماره ۱۲، جای دارد.

## یادبودها
- نقش کاظم سعادتی در بازیابی جسد صمد بهرنگی توسط آزاده اخلاقی بازسازی تصویری شده است.[۱۲]
- غلامحسین ساعدی در مورد سعادتی اینگونه می‌نویسد،[۱۳] «این جوان معلم بود و از طرف ساواک او را گرفتند و بردند و تهدید کردند. همان موقعی که فعالیت‌های سیاسی یواش‌یواش علنی می‌شد، همان کاظم بود که جسم صمد را در ارس پیدا کرد. خیلی بچه بی‌نظیری بود. نترس، شجاع، دوباره که ریختند بگیرندش، رگ‌هایش را در مستراح زد: رفت در را بست و رگ‌هایش را زد و آنجا افتاد و مرد… توی خانه خودش…»
- هنگامی که صمد بهرنگی کتاب الدوز و کلاغها، اولین کتاب از کتاب‌های خود، را منتشر ساخت آن را به روح‌انگیز دهقانی و کاظم سعادتی تقدیم نمود.[۱۴]
- بهروز دولت‌آبادی در مورد زمینه مذهبی سعادتی گفته است،[۱۵] در آن سال‌ها بار مذهبی هم داشتیم. یک بار کاظم سعادتی که هفت هشت ماه بعد به ما پیوست، سرش را از پنجره خانه بیرون کرده بود و اذان می‌گفت. کلی سر این قضیه شوخی می‌کردیم.
- نشریه دانشجویان دانشگاه تبریز در سال‌های ۴۶ و ۴۷، از مشهورترین نشریات دانشجویی دهه‌های چهل و پنجاه، که با همکاری جلال آل احمد، احمد شاملو، غلامحسین ساعدی، صمد بهرنگی، بهروز دهقانی و کاظم سعادتی منتشر می‌شد، از معدود نشریات دانشجویی بود که در کنار ادبیات و هنر به سیاست نیز می‌پرداخت.[۱۶]
- در سال ۱۳۷۰، نشریه آدینه به صورت غیرمنتظره‌ای دست به تجلیل از صمد بهرنگی زد و از یاران او، از بهروز دهقانی و کاظم سعادتی گرفته تا علیرضا نابدل و پویان یاد نمود.[۱۷]